# Шупингуая

Шупингуая на карте штата.

Шупингуая (порт. Chupinguaia)  —  муниципалитет в Бразилии, входит в штат Рондония. Составная часть мезорегиона Восток штата Рондония. Входит в экономико-статистический  микрорегион Вильена. Население составляет 8 301 человек на 2010 год. Занимает площадь 5 126,72 км². Плотность населения — 1,62 чел./км².

## Демография
Согласно сведениям, собранным в ходе переписи 2010 г. Национальным институтом географии и статистики (IBGE), население муниципалитета составляет:
| Полное население                               | Полное население                               | Полное население                               | Полное население                               | 8 301 |
| ---------------------------------------------- | ---------------------------------------------- | ---------------------------------------------- | ---------------------------------------------- | ----- |
| в том числе:                                   | Городское население                            | 3 663                                          | Процент городского населения, %                | 44,13 |
|                                                | Сельское население                             | 4 638                                          | Процент сельского населения, %                 | 55,87 |
|                                                | Мужское население                              | 4 415                                          | Процент мужского населения, %                  | 53,19 |
|                                                | Женское население                              | 3 886                                          | Процент женского населения, %                  | 46,81 |
| Плотность населения, чел/км²                   | Плотность населения, чел/км²                   | Плотность населения, чел/км²                   | Плотность населения, чел/км²                   | 1,62  |
| Население муниципалитета в % к населению штата | Население муниципалитета в % к населению штата | Население муниципалитета в % к населению штата | Население муниципалитета в % к населению штата | 0,53  |

По данным оценки 2015 года население муниципалитета составляет 10 129 жителей.

## Статистика
- Валовой внутренний продукт на 2004 составляет 56.415.000,00 реалов (данные: Бразильский институт географии и статистики).
- Валовой внутренний продукт на душу населения на 2004 составляет 8.487,00 реалов (данные: Бразильский институт географии и статистики).
- Индекс развития человеческого потенциала на 2000 составляет 0,707 (данные: Программа развития ООН).

## География
Климат местности: экваториальный. В соответствии с классификацией Кёппена, климат относится к категории Am.

## Важнейшие населенные пункты
| № | Населённый пункт | Населённый пункт (порт.) | Категория | Население чел. (2010) | На карте                        |
| - | ---------------- | ------------------------ | --------- | --------------------- | ------------------------------- |
| 1 | Шупингуая        | Chupinguaia              | город     | 3663                  | 12°33′16″ ю. ш. 60°54′09″ з. д. |
| 2 | Боа-Эсперанса    | Boa Esperança            | поселок   | 376                   | 12°17′52″ ю. ш. 61°02′51″ з. д. |
| 3 | Гуапоре          | Guaporé                  | поселок   | 270                   | 12°13′44″ ю. ш. 60°41′10″ з. д. |